# Bernardino Soto Estigarribia
Bernardino Soto Estigarribia (Coronel Oviedo, 20 de mayo de 1952) es un general de Ejército y político paraguayo, que fue ministro de Defensa Nacional de Paraguay en dos ciclos administrativos: el primero comprendido entre los años 2013 y 2015, bajo la administración del entonces presidente Horacio Cartes y el segundo entre 2018 y 2023, durante el gobierno de Mario Abdo Benítez.

## Biografía

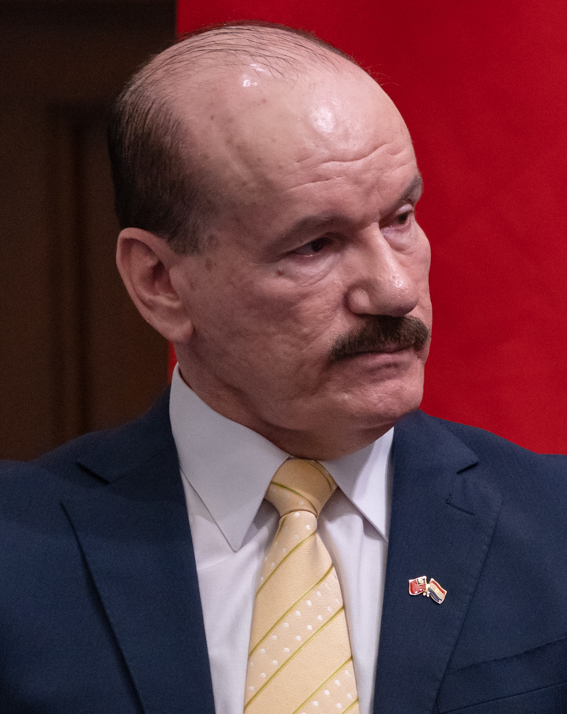
Soto Estigarribia en 2019.

Soto ingresó en la Academia Militar Mariscal Francisco Solano López en 1972. Su larga carrera culminó con el rango de general de Ejército, que obtuvo en el 15 de marzo de 2007. Entre otros cargos fue instructor en la Escuela de las Américas. Posee un doctorado en desarrollo y defensa nacional.
El 15 de agosto de 2013 asumió como ministro de Defensa del Paraguay en el gabinete del presidente Horacio Cartes.